# Lijst van schepen van de United States Navy (Z)
Deze lijst geeft een overzicht van schepen die ooit in dienst zijn geweest bij de United States Navy waarvan de naam begint met een Z.

## Z
- USS Zaanland (1918)
- USS Zaca (1918, IX-73)
- USS Zafiro (1898)
- USS Zahma (IX-63)
- USS Zane (DD-337/DMS-14/AG-109)
- USS Zaniah (AG-70)
- USS Zanzibar (PF-92)
- USS Zara (SP-133)
- USS Zaurak (AK-117)
- USS Zeal (AM-131)
- USS Zebra (AKN-5)
- USS Zeelandia (1918)
- USS Zeilin (DD-313, AP-9)
- USS Zelima (AF-49)
- USS Zellars (DD-777)
- USS Zenda (SP-688)
- USS Zenith (SP-61)
- USS Zenobia (AKA-52)
- USS Zephyr (PC-8)
- USS Zeppelin (1914)
- USS Zeta (1864)
- USS Zeus (ARB-4, ARC-7)
- USS Zigzag (SP-106)
- USS Zillah (SP-2804)
- USS Zipalong (SP-3)
- USS Zircon (PY-16)
- USS Zirkel (1918)
- USS Zita (SP-21)
- USS Zizania (1888)
- USS Zoraya (SP-235)
- USS Zouave (1861)
- USS Zrinyi (1910)
- USS Zuiderdijk (1912)
- USS Zumbrotra (YP-93)
- USS Zuni (AT/ATF-95)

A · B · C · D · E · F · G · H · I · J · K · L · M · N · O · P · Q · R · S · T · U · V · W · X · Y · Z